# EVE2009
EVE2009（イヴ2009）は、日本のロックバンド、ペトロールズのミニアルバム。
2008年12月31日発売。

## 概要
ペトロールズ初のスタジオ音源。2007年4月1日に下北沢ガレージで行われたライブ「激走 亮介街道」会場限定CD「仮免」もスタジオ音源であったが、今作は全国流通できるようになったので、初の公式スタジオ音源である。
タイトルの"EVE2009"通り、2008年12月31日に発売された。
ドラムとベースのリズム録りは歌入れやギター録りのかなり前に完了しており、ギターは全て長岡の自宅で録音されたものである。
また、本作はペトロールズの作品で初めてジャケットが作られた。ブックレットの中心がくりぬかれ、その部分をCDのレーベル面のデザインが補うという非常に変わったジャケットである。歌詞カードにはドラムの河村俊秀が写っている（撮影はボーカル・ギターの長岡亮介）。くりぬかれた部分は公式ページでジャケットに記載されているIDとパスワードを入力すると見ることができる。また、長岡のブログ「ピンクブログ」の12/23分の画像3枚目に写っているジャケットには、三浦と長岡のサイン入りで発売された。
ちなみに、本作はジャケット・盤面が発売直前になってからできた。

## 収録曲
| 全作詞・作曲: 長岡亮介、全編曲: ペトロールズ。 |                    |          |            |      |
| #                                              | タイトル           | 作詞     | 作曲・編曲 | 時間 |
| 1.                                             | 「つばめ」         | 長岡亮介 | 長岡亮介   | 4:10 |
| 2.                                             | 「雨」             | 長岡亮介 | 長岡亮介   | 5:29 |
| 3.                                             | 「ないものねだり」 | 長岡亮介 | 長岡亮介   | 4:03 |
| 4.                                             | 「指」             | 長岡亮介 | 長岡亮介   | 7:32 |
| 5.                                             | 「インサイダー」   | 長岡亮介 | 長岡亮介   | 6:16 |